# Marco Storari
Marco Storari (Pisa, Provincia de Pisa, Italia, 7 de enero de 1977) es un exfutbolista italiano. Jugaba de guardameta, y su último club fue el AC Milán.

## Trayectoria
Storari comenzó su formación deportiva en el U. S. Ladispoli, en 1995 fue fichado por el Perugia Calcio y tres años más tade pasó al Aquila 1902. Su primer gran logro lo obtuvo con el A. C. Ancona, club con el cual consiguió el ascenso a la Serie B en la temporada 1999-00. Después de una corta estadía en el S. S. C. Napoli fue traspasado al Messina alcanzando el ascenso a la Serie A en la campaña 2003-04.
Tras permanecer durante cinco temporadas con el equipo giallorossi fue traspasado al A. C. Milan en el mercado de invierno de 2007 firmando un contrato hasta el 2010, pero debido a las pocas oportunidades de jugar fue cedido en préstamo al Levante U. D., Cagliari Calcio y A. C. F. Fiorentina para finalmente regresar al Milan en enero de 2009. Un años más tarde fue cedido en préstamo a la U. C. Sampdoria. En junio de 2010 debido a la lesión de Gianluigi Buffon durante la Copa Mundial de Fútbol de 2010, la Juventus F. C. llegó a un acuerdo con el Milan por el préstamo de Storari por 4,5 millones de euros.

## Clubes
| Club                | País   | Año         |
| ------------------- | ------ | ----------- |
| U. S. Ladispoli     | Italia | 1994 - 1995 |
| Perugia Calcio      | Italia | 1996 - 1998 |
| Aquila 1902         | Italia | 1998        |
| A. C. Ancona        | Italia | 1998 - 2002 |
| S. S. C. Napoli     | Italia | 2002 - 2003 |
| A. C. Messina       | Italia | 2003 - 2007 |
| A. C. Milan         | Italia | 2007        |
| Levante U. D.       | España | 2007 - 2008 |
| Cagliari Calcio     | Italia | 2008        |
| A. C. F. Fiorentina | Italia | 2008 - 2009 |
| A. C. Milan         | Italia | 2009 - 2010 |
| U. C. Sampdoria     | Italia | 2010        |
| Juventus F. C.      | Italia | 2010 - 2015 |
| Cagliari Calcio     | Italia | 2015 - 2017 |
| A. C. Milan         | Italia | 2017 - 2018 |

## Palmarés

### Campeonatos nacionales
| Título              | Club           | País   | Año     |
| ------------------- | -------------- | ------ | ------- |
| Serie A             | Juventus F. C. | Italia | 2011-12 |
| Supercopa de Italia | Juventus F. C. | Italia | 2012    |
| Serie A             | Juventus F. C. | Italia | 2012-13 |
| Supercopa de Italia | Juventus F. C. | Italia | 2013    |
| Serie A             | Juventus F. C. | Italia | 2013-14 |
| Serie A             | Juventus F. C. | Italia | 2014-15 |
| Copa Italia         | Juventus F. C. | Italia | 2014-15 |

### Copas internacionales
| Título            | Club        | País   | Año     |
| ----------------- | ----------- | ------ | ------- |
| Liga de Campeones | A. C. Milan | Italia | 2006-07 |